# Arno Bay
Arno Bay is een plaats in de Australische deelstaat Zuid-Australië en telt 428 inwoners (2006).